# Garra sahilia
Garra sahilia és una espècie de peix cipriniforme de la família dels ciprínids.

## Subespècies
- Garra sahilia gharbia (Krupp, 1983)
- Garra sahilia sahilia (Krupp, 1983)